# Le nuove avventure di Winnie the Pooh
Le nuove avventure di Winnie the Pooh (The New Adventures of Winnie the Pooh) è una serie animata statunitense prodotta da Walt Disney Television Animation e trasmessa dal 1988 al 1991. Liberamente ispirata ai libri su Winnie the Pooh di A. A. Milne, Le nuove avventure di Winnie the Pooh è stata la prima serie animata ad avere come protagonista un importante personaggio Disney, nonché la prima serie televisiva basata su un Classico Disney. La messa in onda della serie iniziò il 17 gennaio 1988 su Disney Channel, venendo spostata sulla ABC dal 12 novembre dello stesso anno. Per la stagione 1989-1990 la serie fu abbinata a I Gummi (che era stata spostata dalla NBC) formando il contenitore Disney's Gummi Bears / Winnie the Pooh Hour. Dimostrandosi popolare, è rimasta in onda negli Stati Uniti per quasi due decenni.
La serie descrive la vita quotidiana di Christopher Robin e dei suoi compagni Pooh, Tigro, Ih-Oh, Pimpi, Tappo, De Castor, Uffa, Kanga e Roo. La serie si discosta dagli altri prodotti del franchise essendo ambientata negli Stati Uniti contemporanei. Gli episodi trattano argomenti come l'onestà, la responsabilità, la perseveranza, lo sforzo cooperativo, l'amicizia e l'assistenza. Molte storie sono progettate per aiutare i bambini a distinguere tra fantasia e realtà e superare le comuni paure infantili.
Pubblicazioni che vanno dal Los Angeles Times a TV Guide diedero alla serie recensioni estremamente positive per la sua somiglianza con i precedenti lavori della Disney e la sua alta qualità di produzione, ricevendo elogi per la sua sana tradizione. La serie vinse due Daytime Emmy Awards per il miglior programma d'animazione e due Humanitas Prize. Ad essa è attribuito il merito di aver portato alla rinascita dei media animati su Winnie the Pooh, tra cui una serie di film direct-to-video e speciali televisivi, il primo dei quali, Natale con Winny Puh, fu trasmesso nel 1991 dopo la conclusione della serie.

## Personaggi e doppiatori

Pooh e i suoi amici nel finale del secondo episodio.

| Personaggio                | Doppiatore originale       | Doppiatore italiano                                                                          |
| -------------------------- | -------------------------- | -------------------------------------------------------------------------------------------- |
| Winnie the Pooh            | Jim Cummings               | Marco Bresciani                                                                              |
| Tigro                      | Paul Winchell Jim Cummings | Gil Baroni                                                                                   |
| Pimpi                      | John Fiedler               | Roberto Stocchi                                                                              |
| Tappo                      | Ken Sansom                 | Valerio Ruggeri                                                                              |
| Christopher Robin          | Tim Hoskins                | Marco Vivio (st. 1) Federica Bomba (st. 1-2) Simone Crisari (ep. 3x05) Paolo Vivio (st. 3-4) |
| Uffa                       | Hal Smith                  | Massimo Corvo                                                                                |
| Ih-Oh                      | Peter Cullen               | Paolo Buglioni                                                                               |
| De Castor                  | Michael Gough              | Massimo Lodolo                                                                               |
| Kanga                      | Patricia Parris            | Germana Dominici                                                                             |
| Ro                         | Nicholas Melody            | Gianmaria Catania (st. 1) Elena Perino (ep. 3x08)                                            |
| Madre di Christopher Robin | Patricia Parris            | Barbara Castracane Rosalba Caramoni                                                          |

## Episodi

### Prima stagione (1988-89)
| nº | Titolo originale                      | Titolo italiano                       | Prima TV USA     |
| -- | ------------------------------------- | ------------------------------------- | ---------------- |
| 1  | Pooh Oughta Be in Pictures            | Tutti al cinema                       | 17 gennaio 1988  |
| 2  | Friend, In Deed                       | Tana dolce tana                       | 24 gennaio 1988  |
| 2  | Donkey for a Day                      | Asino per un giorno                   | 24 gennaio 1988  |
| 3  | There's No Camp Like Home             | Meglio in casa che in campeggio       | 31 gennaio 1988  |
| 3  | Balloonatics                          | Pooh nel pallone                      | 31 gennaio 1988  |
| 4  | Find Her, Keep Her                    | Chi trova un amico... trova un tesoro | 7 febbraio 1988  |
| 5  | The Piglet Who Would Be King          | Pimpi re per un giorno                | 14 febbraio 1988 |
| 6  | Cleanliness is Next to Impossible     | La pulizia è praticamente impossibile | 21 febbraio 1988 |
| 7  | The Great Honey Pot Robbery           | Chi ruba il miele?                    | 28 febbraio 1988 |
| 8  | Stripes                               | Questione di strisce                  | 6 marzo 1988     |
| 8  | Monkey See, Monkey Do Better          | Un giocattolo in regalo               | 6 marzo 1988     |
| 9  | Babysitter Blues                      | Buona notte, Christopher Robin        | 13 marzo 1988    |
| 10 | How Much is That Rabbit in the Window | La festa del non compleanno           | 20 marzo 1988    |
| 11 | Nothing But the Tooth                 | Il dente della dolcezza               | 27 marzo 1988    |
| 11 | Gone with the Wind                    | Via col vento                         | 27 marzo 1988    |
| 12 | Paw and Order                         | Per un pugno di talleri               | 3 aprile 1988    |
| 13 | Honey for a Bunny                     | Troppo miele per un coniglio          | 10 aprile 1988   |
| 13 | Trap as Trap Can                      | La supertrappola                      | 10 aprile 1988   |
| 14 | The Masked Offender                   | Il vendicatore mascherato             | 12 novembre 1988 |
| 14 | Things That Go Piglet in the Night    | Chi ha paura dei fantasmi?            | 12 novembre 1988 |
| 15 | Luck Amok                             | Sette anni di guai                    | 3 dicembre 1988  |
| 15 | Magic Earmuffs                        | Un magico paraorecchie                | 3 dicembre 1988  |
| 16 | The Wishing Bear                      | L'orsetto dei desideri                | 10 dicembre 1988 |
| 17 | King of the Beasties                  | Il re delle bestie                    | 7 gennaio 1989   |
| 17 | The Rats Who Came to Dinner           | I topi che vennero a cena             | 7 gennaio 1989   |
| 18 | My Hero                               | Il mio eroe                           | 14 gennaio 1989  |
| 18 | Owl Feathers                          | Le piume di Uffa                      | 14 gennaio 1989  |
| 19 | A Very, Very Large Animal             | Vorrei essere grande e grosso         | 21 gennaio 1989  |
| 19 | Fish Out of Water                     | Via le trote da casa mia              | 21 gennaio 1989  |
| 20 | Lights Out                            | A luci spente                         | 4 febbraio 1989  |
| 20 | Tigger's Shoes                        | Le scarpe di Tigro                    | 4 febbraio 1989  |
| 21 | The "New" Eeyore                      | Il nuovo Ih-Oh                        | 25 febbraio 1989 |
| 21 | Tigger, Private Ear                   | Tigro, l'investigatigro               | 25 febbraio 1989 |
| 22 | Party Poohper                         | Tappo dà una festa                    | 4 marzo 1989     |
| 22 | The Old Switcheroo                    | Lo scambio                            | 4 marzo 1989     |

### Seconda stagione (1989)
| nº | Titolo originale                   | Titolo italiano                                        | Prima TV USA      |
| -- | ---------------------------------- | ------------------------------------------------------ | ----------------- |
| 1  | Me and My Shadow                   | Io e la mia ombra                                      | 9 settembre 1989  |
| 1  | To Catch a Hiccup                  | Come far sparire il singhiozzo                         | 9 settembre 1989  |
| 2  | Rabbit Marks the Spot              | Il tesoro del coniglio pirata                          | 16 settembre 1989 |
| 2  | Good-bye, Mr. Pooh                 | Addio, signor Pooh!                                    | 16 settembre 1989 |
| 3  | Bubble Trouble                     | Guai con le bolle                                      | 23 settembre 1989 |
| 3  | Ground Piglet Day                  | Il giorno di Pimpi marmotta                            | 23 settembre 1989 |
| 4  | All's Well That Ends Wishing Well  | Tutto è bene quello che finisce nel pozzo dei desideri | 30 settembre 1989 |
| 5  | Un-Valentine's Day                 | Il giorno del non-Valentino                            | 7 ottobre 1989    |
| 6  | No Rabbit's a Fortress             | Nessun coniglio è una fortezza                         | 14 ottobre 1989   |
| 6  | The Monster Frankenpooh            | Il mostro Frankenpooh                                  | 14 ottobre 1989   |
| 7  | Where Oh Where Has My Piglet Gone? | Pimpi mio, dove sei?                                   | 21 ottobre 1989   |
| 7  | Up, Up and Awry                    | Volare, oh, oh                                         | 21 ottobre 1989   |
| 8  | Eeyore's Tail Tale                 | Chi ha rubato la mia coda?                             | 28 ottobre 1989   |
| 8  | Three Little Piglets               | I tre porcellini                                       | 28 ottobre 1989   |
| 9  | Prize Piglet                       | Pimpi corridore                                        | 18 novembre 1989  |
| 9  | Fast Friends                       | Amici veloci                                           | 18 novembre 1989  |
| 10 | Pooh Moon                          | La luna di miele                                       | 2 dicembre 1989   |
| 10 | Caws and Effect                    | Corvi a colazione                                      | 2 dicembre 1989   |

### Terza stagione (1990)
| nº | Titolo originale                  | Titolo italiano                    | Prima TV USA      |
| -- | --------------------------------- | ---------------------------------- | ----------------- |
| 1  | Oh, Bottle                        | Oh, una bottiglia                  | 18 agosto 1990    |
| 1  | Owl in the Family                 | Riunione di famiglia               | 18 agosto 1990    |
| 2  | Sham Pooh                         | Alla ricerca dell'appetito di Pooh | 25 agosto 1990    |
| 2  | Rock-a-Bye Pooh Bear              | Un brutto sogno                    | 25 agosto 1990    |
| 3  | What's the Score, Pooh?           | La partita infinita                | 1º settembre 1990 |
| 3  | Tigger's House Guest              | Amicizie pericolose                | 1º settembre 1990 |
| 4  | Rabbit Takes a Holiday            | Tappo va in vacanza                | 8 settembre 1990  |
| 4  | Eeyi Eeyi Eeyore                  | Giardiniere per un giorno          | 8 settembre 1990  |
| 5  | Pooh Skies                        | Il cielo a pezzetti                | 6 ottobre 1990    |
| 6  | April Pooh                        | Pesce d'aprile                     | 13 ottobre 1990   |
| 6  | To Bee or Not to Bee              | Guerra aperta contro l'ape         | 13 ottobre 1990   |
| 7  | A Knight to Remember              | Il cavaliere ammazzavampiri        | 20 ottobre 1990   |
| 8  | Tigger is the Mother of Invention | Tigro re degli inventori           | 27 ottobre 1990   |
| 8  | The Bug Stops Here                | Una ricerca ricercata              | 27 ottobre 1990   |
| 9  | Easy Come, Easy Gopher            | La lavagna del nonno               | 3 novembre 1990   |
| 9  | Invasion of the Pooh Snatcher     | L'invasione dei Pooh               | 3 novembre 1990   |
| 10 | Tigger Got Your Tongue?           | Il ladro di voci                   | 10 dicembre 1990  |
| 10 | A Bird in the Hand                | Hanno rapito Kessie                | 10 dicembre 1990  |

### Quarta stagione (1991)
| nº | Titolo originale                  | Titolo italiano                | Prima TV USA      |
| -- | --------------------------------- | ------------------------------ | ----------------- |
| 1  | Sorry, Wrong Slusher              | Un pericolo invisibile         | 7 settembre 1991  |
| 2  | Grown, But Not Forgotten          | I vecchi amici                 | 14 settembre 1991 |
| 3  | A Pooh Day Afternoon              | Caccia grossa                  | 21 settembre 1991 |
| 4  | The Good, the Bad, and the Tigger | Il buono, il brutto e il Tigro | 28 settembre 1991 |
| 5  | Home is Where the Home Is         | La piccola fuga                | 5 ottobre 1991    |
| 6  | Shovel, Shovel, Toil and Trouble  | Scava e scava...               | 12 ottobre 1991   |
| 6  | The Wise Have It                  | Il vecchio saggio              | 12 ottobre 1991   |
| 7  | Cloud, Cloud Go Away              | La nuvoletta                   | 19 ottobre 1991   |
| 7  | To Dream the Impossible Scheme    | Il nonno sognatore             | 19 ottobre 1991   |
| 8  | Piglet's Poohetry                 | Il maialino poetico            | 26 ottobre 1991   |
| 8  | Owl's Well That Ends Well         | Il canto dell'alba             | 26 ottobre 1991   |

## Riconoscimenti
- 1989 – CableACE Award
  - Miglior special o serie per bambini fino agli otto anni a Karl Geurs e Disney Channel
- 1989 – Daytime Emmy Awards
  - Miglior programma animato a Karl Geurs, Mark Zaslove, Bruce Talkington, Carter Crocker e Dev Ross
- 1990 – Daytime Emmy Awards
  - Miglior programma animato a Ken Kessel, Karl Geurs, Ed Ghertner, Terence Harrison, Bruce Talkington, Mark Zaslove, Carter Crocker, Stephen Sustarsic e la ABC
- 1991 – Daytime Emmy Awards
  - Candidato per il miglior montaggio sonoro a Charlie King, Rich Harrison e Rick Hinson
- 1992 – Daytime Emmy Awards
  - Candidato per il miglior programma animato a Ken Kessel, Mark Zaslove, Russ Mooney, Terence Harrison e Charles A. Nichols
  - Candidato per il miglior montaggio sonoro a Rich Harrison, Andrew Rose, Jennifer Harrison, David Lynch, Jerry Winicki, Rick Hinson, Charlie King e la ABC
- 1989 – Humanitas Prize
  - Miglior episodio animato a Karl Geurs, Mark Zaslove, Bruce Talkington, Carter Crocker e Dev Ross per "Chi trova un amico... trova un tesoro"
- 1992 – Humanitas Prize
  - Miglior episodio animato a Bruce Reid Schaefer per "La piccola fuga"
- 1989 – Young Artist Award
  - Candidato per la miglior voce fuori campo a Tim Hoskins